# Taylor Jungmann
Taylor Heath Jungmann (né le 18 décembre 1989 à Temple, Texas, États-Unis) est un lanceur droitier des Brewers de Milwaukee de la Ligue majeure de baseball.

## Carrière
Joueur à l'école secondaire, Taylor Jungmann est repêché par les Angels de Los Angeles au 24e tour de sélection en 2008 mais ne signe pas de contrat avec le club. Il rejoint plutôt les Longhorns de l'université du Texas à Austin et, en trois ans, effectue 45 départs, remporte 32 victoires contre 9 défaites, réussit 356 retraits sur des prises et maintient une moyenne de points mérités de 1,85. Douzième athlète sélectionné au total lors du repêchage amateur de 2011, il est le choix de première ronde des Brewers de Milwaukee. Il signe avec eux en août 2011 son premier contrat professionnel et perçoit une prime à la signature de 2 525 000 dollars. En 2011, Jungmann gagne le trophée Dick Howser, remis annuellement au meilleur joueur de baseball collégial ou universitaire des États-Unis.
Taylor Jungmann fait ses débuts dans le baseball majeur comme lanceur partant des Brewers de Milwaukee le 9 juin 2015 et remporte la victoire après avoir limité les Pirates de Pittsburgh à un point et trois coups sûrs en 7 manches lancées.